# Pacific (Washington)
Pacific é uma cidade localizada no estado norte-americano de Washington, no Condado de King e Condado de Pierce.

## Demografia
Segundo o censo norte-americano de 2000, a sua população era de 5527 habitantes.
Em 2006, foi estimada uma população de 5859, um aumento de 332 (6.0%).

## Geografia
De acordo com o United States Census Bureau tem uma área de 6,6 km², dos quais 6,6 km² cobertos por terra e 0,0 km² cobertos por água.

## Localidades na vizinhança
O diagrama seguinte representa as localidades num raio de 8 km ao redor de Pacific.